# Akademia Nauk Społecznych i Zarządzania Społecznego KC BPK

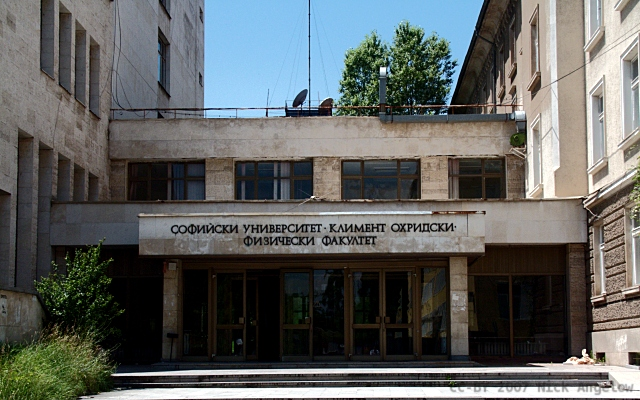
b. siedziba Wyższej Szkoły Partyjnej im. „Stanke Dimitrova” w Sofii przy bulwarze Anton Iwanow (1966)

Akademia Nauk Społecznych i Zarządzania Społecznego KC BPK (Академия за обществени науки и социално управление) – szkoła wyższa Komitetu Centralnego Bułgarskiej Partii Komunistycznej w dziedzinie nauk społecznych i zarządzania z siedzibą w Sofii, funkcjonującą w latach 1969-1990.

## Historia
Szkoliła kadrę kierowniczą wyższego szczebla na rzecz aparatu Bułgarskiej Partii Komunistycznej oraz administracji państwowej i lokalnej, gospodarki oraz organizacji publicznych. 
Wywodziła się z Wyższej Szkoły Partyjnej (Висшата партийна школа) KC BPK, utworzonej w 1945 jako Centralna Szkoła Partyjna (Централна партийна школа) i przemianowanej w 1957 na Wyższą Szkołę Partyjną im. „Stanke Dimitrova” (Висша партийна школа „Станке Димитров“). W 1969 została przekształcona w Akademię Nauk Społecznych i Zarządzania Społecznego.

## Struktura
- Instytut Marksizmu-Leninizmu (Институт по марксизъм-ленинизъм)
- Centrum Ekonomii (Център по икономика)
- Centrum Rozwoju Partyjnego (Център по партийно строителство)
- Centrum Ideologii (Център по идеология)
- Centrum Zarządzania Kadr Kierowniczych (Център за управление на ръководни кадри)
- Centrum Teorii i Zarządzania Procesem Ideologicznym (Център за теория и управление на идеологическия процес)
- Instytut Historii Bułgarskiej Partii Komunistycznej (Институт по история на БКП)[3]
- Instytut Współczesnych Teorii Społecznych (Институт за съвременни социални теории)
- Instytut Zarządzania Społecznego (Институт за социално управление)
- Międzywojewódzka Szkoła Partyjna (Междуокръжна партийна школа)

## Rektorzy
- 1986-1990 - Stanisz Boniew

## Siedziba
Wyższa Szkoła Partyjna im. „Stanke Dimitrova” miała siedzibę przy bulwarze Anton Iwanow (Антон Иванов бул.) 5, obecnie bulw. James Baucher (Джеймс Баучер бул.) (1966), której gospodarzem jest obecnie Wydział Fizyki Uniwersytetu Sofijskiego. Na potrzeby Akademii Nauk Społecznych i Zarządzania Społecznego powstał kompleks dydaktyczno-naukowy w stołecznej dzielnicy Owcza Kupel. Od 1991 mieści się w nim Nowy Uniwersytet Bułgarski (Нов български университет).